# Miltach
Miltach er en kommune i Regierungsbezirk Oberpfalz i den østlige del af den tyske delstat Bayern, med godt 2.300 indbyggere.

## Geografi
Miltach ligger i Bayerischer Wald.
I kommunen er der bl.a disse landsbyer og bebyggelser: Altrandsberg, Eismannsberg, Miltach, Oberndorf, Allmannsdorf, Kreuzbach.
Miltach ligger mellem Cham og Viechtach . Det bjergrige område byder på intereessante vandreruter og ligger ikke langt fra skiområdet på Großer Arber. Floderne Regen og Perlbach, løber sammen i Miltach.